# AHL 1987/88
Die Saison 1987/88 war die 52. reguläre Saison der American Hockey League (AHL). Während der regulären Saison bestritten die 14 Teams der Liga jeweils 80 Begegnungen. Die jeweils vier besten Mannschaften der North Division und der South Division spielten anschließend in einer Play-off-Runde um den Calder Cup.

## Teamänderungen
Folgende Änderungen wurden vor Beginn der Saison vorgenommen:
- Die Utica Devils wurden als Expansionsteam in die Liga aufgenommen
- Die Moncton Golden Flames wurden verkauft und spielten fortan unter dem Namen Moncton Hawks

## Reguläre Saison

### Abschlusstabellen
Abkürzungen: GP = Spiele, W = Siege, L = Niederlagen, OTL = Niederlage nach Overtime, SOL = Niederlage nach Shootout, GF = Erzielte Tore, GA = Gegentore, Pts = Punkte

Erläuterungen: In Klammern befindet sich die Platzierung innerhalb der Conference;       = Playoff-Qualifikation,       = Division-Sieger,       = Conference-Sieger

#### Reguläre Saison
| North Division       | GP | W  | L  | T | OTL | GF  | GA  | Pts |
| -------------------- | -- | -- | -- | - | --- | --- | --- | --- |
| Maine Mariners       | 80 | 44 | 25 | 7 | 4   | 308 | 284 | 99  |
| Fredericton Express  | 80 | 42 | 27 | 8 | 3   | 370 | 318 | 95  |
| Sherbrooke Canadiens | 80 | 42 | 33 | 4 | 1   | 316 | 243 | 89  |
| Nova Scotia Oilers   | 80 | 35 | 34 | 9 | 2   | 323 | 343 | 81  |
| New Haven Nighthawks | 80 | 33 | 37 | 7 | 3   | 288 | 307 | 76  |
| Moncton Hawks        | 80 | 27 | 43 | 8 | 2   | 286 | 358 | 64  |
| Springfield Indians  | 80 | 27 | 44 | 8 | 1   | 269 | 333 | 63  |

| South Division       | GP | W  | L  | T  | OTL | GF  | GA  | Pts |
| -------------------- | -- | -- | -- | -- | --- | --- | --- | --- |
| Hershey Bears        | 80 | 50 | 25 | 3  | 2   | 343 | 256 | 105 |
| Rochester Americans  | 80 | 46 | 26 | 7  | 1   | 328 | 272 | 100 |
| Adirondack Red Wings | 80 | 42 | 23 | 11 | 4   | 306 | 275 | 99  |
| Binghamton Whalers   | 80 | 38 | 31 | 8  | 3   | 353 | 300 | 87  |
| Utica Devils         | 80 | 34 | 33 | 11 | 2   | 318 | 307 | 81  |
| Newmarket Saints     | 80 | 33 | 33 | 8  | 6   | 282 | 328 | 80  |
| Baltimore Skipjacks  | 80 | 13 | 58 | 9  | 0   | 268 | 434 | 35  |

### Beste Scorer
Abkürzungen: GP = Spiele, G = Tore, A = Assists, Pts = Punkte, +/- = Plus/Minus, PIM = Strafminuten; Fett: Saisonbestwert
| Spieler            | Team                             | GP | G  | A  | Pts | PIM |
| ------------------ | -------------------------------- | -- | -- | -- | --- | --- |
| Bruce Boudreau     | Springfield Indians              | 80 | 42 | 74 | 116 | 84  |
| Jean-Marc Lanthier | Fredericton Express              | 74 | 35 | 71 | 106 | 37  |
| Jody Gage          | Rochester Americans              | 76 | 60 | 44 | 104 | 46  |
| Alfie Turcotte     | Sherbrooke / Baltimore / Moncton | 66 | 36 | 66 | 102 | 64  |
| Gilles Thibaudeau  | Sherbrooke Canadiens             | 59 | 39 | 57 | 96  | 45  |
| Mike Richard       | Binghamton Whalers               | 72 | 46 | 48 | 94  | 23  |
| Murray Eaves       | Adirondack Red Wings             | 65 | 39 | 54 | 93  | 65  |
| Tim Lenardon       | Utica Devils                     | 79 | 38 | 53 | 91  | 72  |
| Marty Dallman      | Newmarket Saints                 | 76 | 50 | 39 | 89  | 52  |
| Tom Martin         | Binghamton Whalers               | 71 | 28 | 61 | 89  | 344 |

## Calder-Cup-Playoffs

### Modus
Für die Play-offs qualifizierten sich die jeweils vier besten Mannschaften jeder Division. In den ersten zwei Play-off-Runden wurden die Sieger der jeweiligen Divisions ausgespielt. In Runde drei trafen die beiden Division-Sieger im Finale aufeinander. Alle Play-off-Runden sowie das Finale wurde im Modus Best-of-Seven ausgespielt.

### Playoff-Baum
| Division Halbfinale | Division Halbfinale  | Division Halbfinale  |    |                     | Division Finals | Division Finals | Division Finals |  |  | Calder Cup Finale | Calder Cup Finale | Calder Cup Finale |
|                     |                      |                      |    |                     |                 |                 |                 |  |  |                   |                   |                   |
| N1                  | Maine Mariners       | 4                    |    |                     |                 |                 |                 |  |  |                   |                   |                   |
| N4                  | Nova Scotia Oilers   | 1                    |    |                     |                 |                 |                 |  |  |                   |                   |                   |
| N4                  | Nova Scotia Oilers   | 1                    | N1 | Maine Mariners      | 1               |                 |                 |  |  |                   |                   |                   |
| North Division      |                      |                      | N1 | Maine Mariners      | 1               |                 |                 |  |  |                   |                   |                   |
|                     | N2                   | Fredericton Express  | 4  |                     |                 |                 |                 |  |  |                   |                   |                   |
| N2                  | N2                   | Fredericton Express  | 4  | Fredericton Express | 4               |                 |                 |  |  |                   |                   |                   |
| N2                  |                      |                      |    | Fredericton Express | 4               |                 |                 |  |  |                   |                   |                   |
| N3                  | Sherbrooke Canadiens | 2                    |    |                     |                 |                 |                 |  |  |                   |                   |                   |
| N3                  | Sherbrooke Canadiens | 2                    | N2 | Fredericton Express | 0               |                 |                 |  |  |                   |                   |                   |
|                     |                      |                      |    | Fredericton Express | 0               |                 |                 |  |  |                   |                   |                   |
|                     | S1                   | Hershey Bears        | 4  |                     |                 |                 |                 |  |  |                   |                   |                   |
| S1                  | S1                   | Hershey Bears        | 4  | Hershey Bears       | 4               |                 |                 |  |  |                   |                   |                   |
| S1                  |                      |                      |    | Hershey Bears       | 4               |                 |                 |  |  |                   |                   |                   |
| S4                  | Binghamton Whalers   | 0                    |    |                     |                 |                 |                 |  |  |                   |                   |                   |
| S4                  | Binghamton Whalers   | 0                    | S1 | Hershey Bears       | 4               |                 |                 |  |  |                   |                   |                   |
| South Division      |                      |                      | S1 | Hershey Bears       | 4               |                 |                 |  |  |                   |                   |                   |
|                     | S3                   | Adirondack Red Wings | 0  |                     |                 |                 |                 |  |  |                   |                   |                   |
| S2                  | S3                   | Adirondack Red Wings | 0  | Rochester Americans | 3               |                 |                 |  |  |                   |                   |                   |
| S2                  |                      |                      |    | Rochester Americans | 3               |                 |                 |  |  |                   |                   |                   |
| S3                  | Adirondack Red Wings | 4                    |    |                     |                 |                 |                 |  |  |                   |                   |                   |

### Calder-Cup-Sieger
| Calder-Cup-Sieger Hershey Bears | Torhüter: Cleon Daskalakis, Wendell Young Verteidiger: Neil Belland, Jeff Chychrun, David Fenyves, Kevin McCarthy, Gord Murphy, Shawn Sabol, Steve Smith Angreifer: Ray Allison, Don Biggs, Brian Dobbin, Ross Fitzpatrick, Al Hill, Nick Kypreos, Mitch Lamoureux, Mark Lofthouse, Kevin Maxwell, Mike Murray, Don Nachbaur, Magnus Roupé, Glen Seabrooke Cheftrainer: John Paddock General Manager: Frank Mathers |

## Vergebene Trophäen

### Mannschaftstrophäen
| Auszeichnung                                                             | Team           |
| ------------------------------------------------------------------------ | -------------- |
| Calder Cup Gewinner der AHL-Playoffs                                     | Hershey Bears  |
| F. G. „Teddy“ Oke Trophy Bestes Team der North Division, Reguläre Saison | Maine Mariners |
| John D. Chick Trophy Bestes Team der South Division, Reguläre Saison     | Hershey Bears  |

### Individuelle Trophäen
| Auszeichnung                                                                                    | Spieler           | Team                 |
| ----------------------------------------------------------------------------------------------- | ----------------- | -------------------- |
| Les Cunningham Award MVP der regulären Saison                                                   | Jody Gage         | Rochester Americans  |
| John B. Sollenberger Trophy Bester Scorer                                                       | Bruce Boudreau    | Springfield Indians  |
| Dudley „Red“ Garrett Memorial Award Bester Rookie                                               | Mike Richard      | Binghamton Whalers   |
| Eddie Shore Award Bester Verteidiger                                                            | David Fenyves     | Hershey Bears        |
| Aldege „Baz“ Bastien Memorial Award Bester Torhüter                                             | Wendell Young     | Hershey Bears        |
| Harry „Hap“ Holmes Memorial Award Torhüter mit dem geringsten Gegentorschnitt                   | Jocelyn Perreault | Sherbrooke Canadiens |
| Harry „Hap“ Holmes Memorial Award Torhüter mit dem geringsten Gegentorschnitt                   | Vincent Riendeau  | Sherbrooke Canadiens |
| Louis A. R. Pieri Memorial Award Bester Trainer                                                 | Mike Milbury      | Maine Mariners       |
| Louis A. R. Pieri Memorial Award Bester Trainer                                                 | John Paddock      | Hershey Bears        |
| Fred T. Hunt Memorial Award Für den Spieler, der durch Fairness, Einsatz und Hingabe herausragt | Bruce Boudreau    | Springfield Indians  |
| Jack A. Butterfield Trophy MVP der Calder-Cup-Playoffs                                          | Wendell Young     | Hershey Bears        |